# 万川郡
万川郡，中国南北朝时设置的郡。
北周改安乡郡置万川郡，治所在万川县（今重庆市万州区），隶属于南州。下辖万川县、梁山县二县。辖境约当今重庆市万州区、梁平县之地，为南州州治。隋文帝开皇三年（583年）废建阳郡，属县直属龙州。